# 道の駅宿場町ひらふく
道の駅宿場町ひらふく（みちのえき しゅくばまちひらふく）は、兵庫県佐用郡佐用町にある国道373号の道の駅である。名称は因幡街道の宿場町平福宿から。

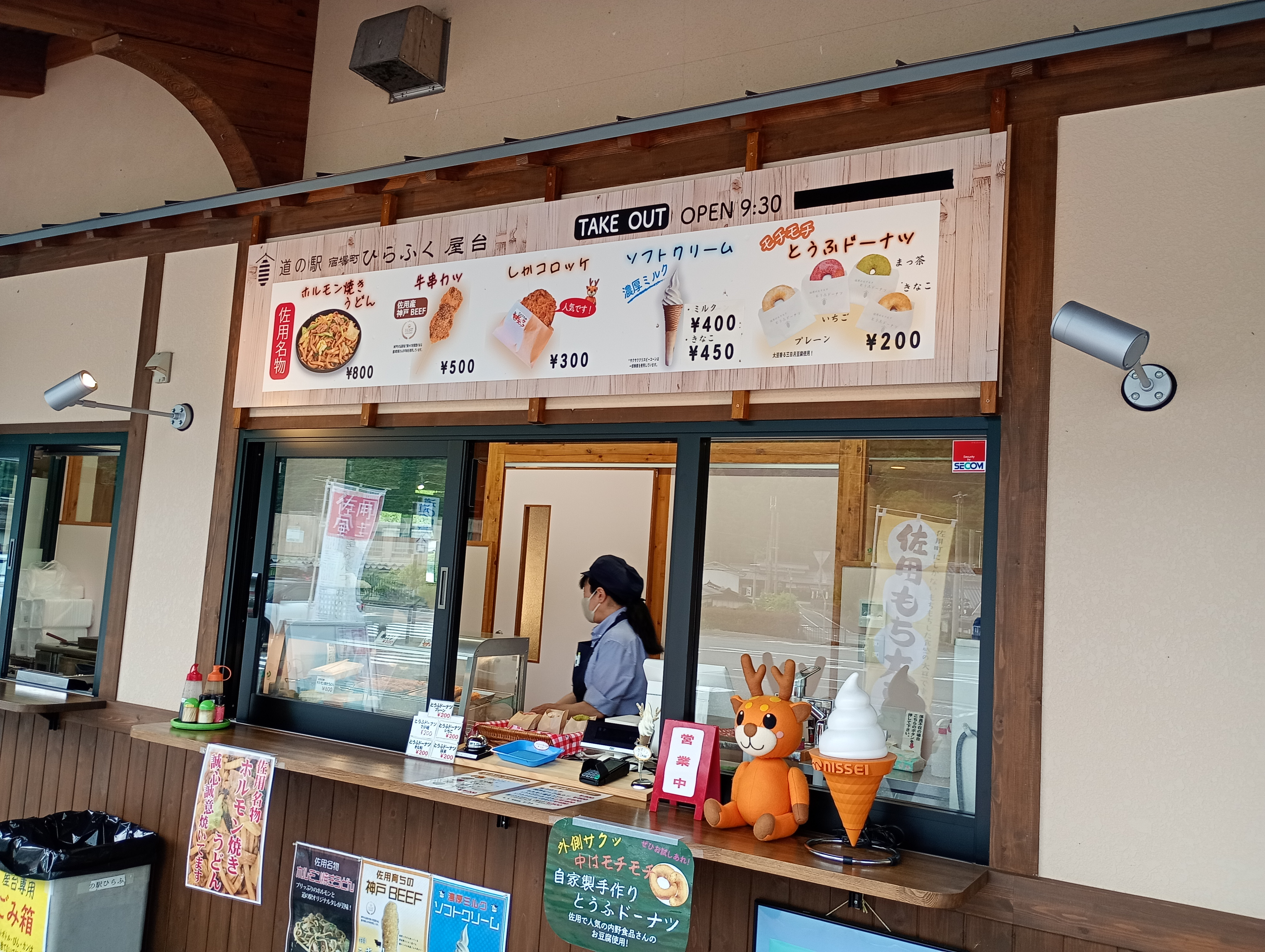
道の駅宿場町ひらふくの売店。

## 施設
- 駐車場
  - 普通車：50台
  - 大型車：3台
  - 身障者用：2台
- トイレ
  - 男：大 4器（2器）、小 7器（5器）
  - 女：6器（4器）
  - 身障者用：2器（1器）
- レストラン
- 地域特産物販売所
- 公衆電話

## 休館日
- 毎週水曜日（祝日の場合、翌日）
- 年末年始

## アクセス
- 国道373号 - 登録路線
  - 兵庫県道161号市場佐用線
  - 兵庫県道443号上三河平福線
- 中国自動車道 佐用IC
- 鳥取自動車道 佐用平福IC

## 周辺
- 平福郷土館
- 正覚寺
- 平福陣屋門（松平陣屋）
- 利神城跡
- 飛龍の滝